# Eleições estaduais de Berlim em 2001
As eleições estaduais de Berlim em 2001 foram realizadas a 21 de Outubro e, serviram para eleger os 141 deputados para o parlamento estadual.
O grande vencedor das eleições foi o Partido Social-Democrata, que voltou a ser o partido mais votado no estado, 30 anos depois, subindo 7,3% em relação a 1999, obtendo 29,7% dos votos.
Por outro lado, o grande derrotado foi a União Democrata-Cristã que obteve um resultado desastroso, caindo 17,0% em relação às eleições anteriores, ficando-se pelos 23,8% dos votos.
O Partido do Socialismo Democrático também obteve um excelente resultado, conquistando 22,6% dos votos, ficando muito próximo de ultrapassar os democratas-cristãos. De destacar, os 47,6% dos votos conseguidos pelos socialistas na antiga Berlim Leste.
O Partido Democrático Liberal foi outro dos vencedores das eleições, regressando, 11 anos depois, ao parlamentar, ao obter 9,9% dos votos.
Por fim, a Aliança 90/Os Verdes estagnou nos 9% dos votos.
Após as eleições, o Partido Social-Democrata da Alemanha voltou a liderar o governo de Berlim, formando uma coligação histórico com o Partido do Socialismo Democrático.

## Resultados Oficiais
| Partido                 | Partido                           | Votos     | %     | +/-   | Deputados | +/-     |
| ----------------------- | --------------------------------- | --------- | ----- | ----- | --------- | ------- |
|                         | Partido Social-Democrata          | 481 772   | 29,68 | 7,31  | 44 / 141  | 2       |
|                         | União Democrata-Cristã            | 385 692   | 23,76 | 17,00 | 35 / 141  | 41      |
|                         | Partido do Socialismo Democrático | 366 292   | 22,56 | 4,85  | 33 / 141  | Estável |
|                         | Partido Democrático Liberal       | 160 953   | 9,92  | 7,73  | 15 / 141  | 15      |
|                         | Aliança 90/Os Verdes              | 148 066   | 9,12  | 0,81  | 14 / 141  | 4       |
|                         | Panteras Cinzentas                | 22 093    | 1,36  | 0,24  | 0 / 141   | Estável |
|                         | Os Republicanos                   | 21 836    | 1,34  | 1,33  | 0 / 141   | Estável |
|                         | Outros                            | 36 634    | 2,26  |       | 0 / 141   |         |
| Votos Inválidos         | Votos Inválidos                   | 22 335    | 1,36  | 0,17  |           |         |
| Total                   | Total                             | 1 645 673 | 100   |       | 141 / 141 | 28      |
| Eleitorado/Participação | Eleitorado/Participação           | 2 417 574 | 68,07 | 2,53  |           |         |
| Fonte                   | Fonte                             | [ 4 ]     | [ 4 ] | [ 4 ] | [ 4 ]     | [ 4 ]   |